# La Política Online
La Política Online es un periódico digital fundado en la Ciudad Autónoma de Buenos Aires por Ignacio Fidanza. Abarca noticias económicas y políticas de fondo, entrevistas, cumbres internacionales e incursiona en nuevas narrativas digitales. En 2015, fundó La Política Online MX, con base en Ciudad de México; en 2019, La Política Online ES, con sede en Madrid; y en 2023 lanzó La Política Online PY, en Paraguay, y La Política Online US, en Estados Unidos.

## Historia
A fines de noviembre de 2005, el periodista Ignacio Fidanza fundó La Política, un sitio web que transmitía entrevistas e investigaciones en formato de programa televisivo. La dinámica de Internet y la demanda de los consumidores fomentó el incremento en visitas del portal, lo que llevó a detallar un nuevo diseño con un esquema de actualización de cinco notas semanales con temas en profundidad. Este método de actualización fue en crecimiento, hasta llegar a un esquema de actualización de cinco notas con los temas más importantes del día.
En 2008, este crecimiento en producción de noticias y en visitas llevó a la separación del portal y de las entrevistas televisivas, hasta que estas últimas dejaron de producirse. Luego, el sitio se convirtió en un diario en línea.
A partir de esa decisión, el sitio pudo posicionarse como uno de los portales referentes de noticias políticas y económicas en Argentina. La redacción tiene base en la Ciudad Autónoma de Buenos Aires con un equipo de veinte periodistas.
En 2015, se fundó La Política Online MX, la edición mexicana del portal con sede en Ciudad de México y con un equipo de diez periodistas. El sitio también se transformó en referente de noticias políticas en México.
En 2016, La Política Online incursionó en nuevas narrativas digitales e interactivas y en videos informativos. Anticipó la candidatura a senadora de Cristina Kirchner, entre otras primicias.
En 2019, se fundó La Política Online ES, la edición española del portal con sede en Madrid. En un principio contó con periodistas que cubrían noticias políticas y económicas del país, con entrevistas exclusivas y notas de profundidad, pero en 2021 la redacción central de la Argentina terminó haciéndose cargo del portal español.
Dado el crecimiento de la audiencia proveniente de Estados Unidos, y aprovechando la cobertura de noticias internacionales de dicho país, en ese mismo año se lanzó la edición en inglés de La Política Online.
En 2023, el periódico fundó su edición en Paraguay y en Estados Unidos.
Las ediciones cuentan con 3.500.000 usuarios únicos mensuales (julio de 2025).
El 11 de julio de 2025, La Política Online fue galardonado con el prestigioso premio Martín Fierro en la categoría de "Mejor sitio político de Argentina", consolidando su posición como referente en el periodismo digital del país.

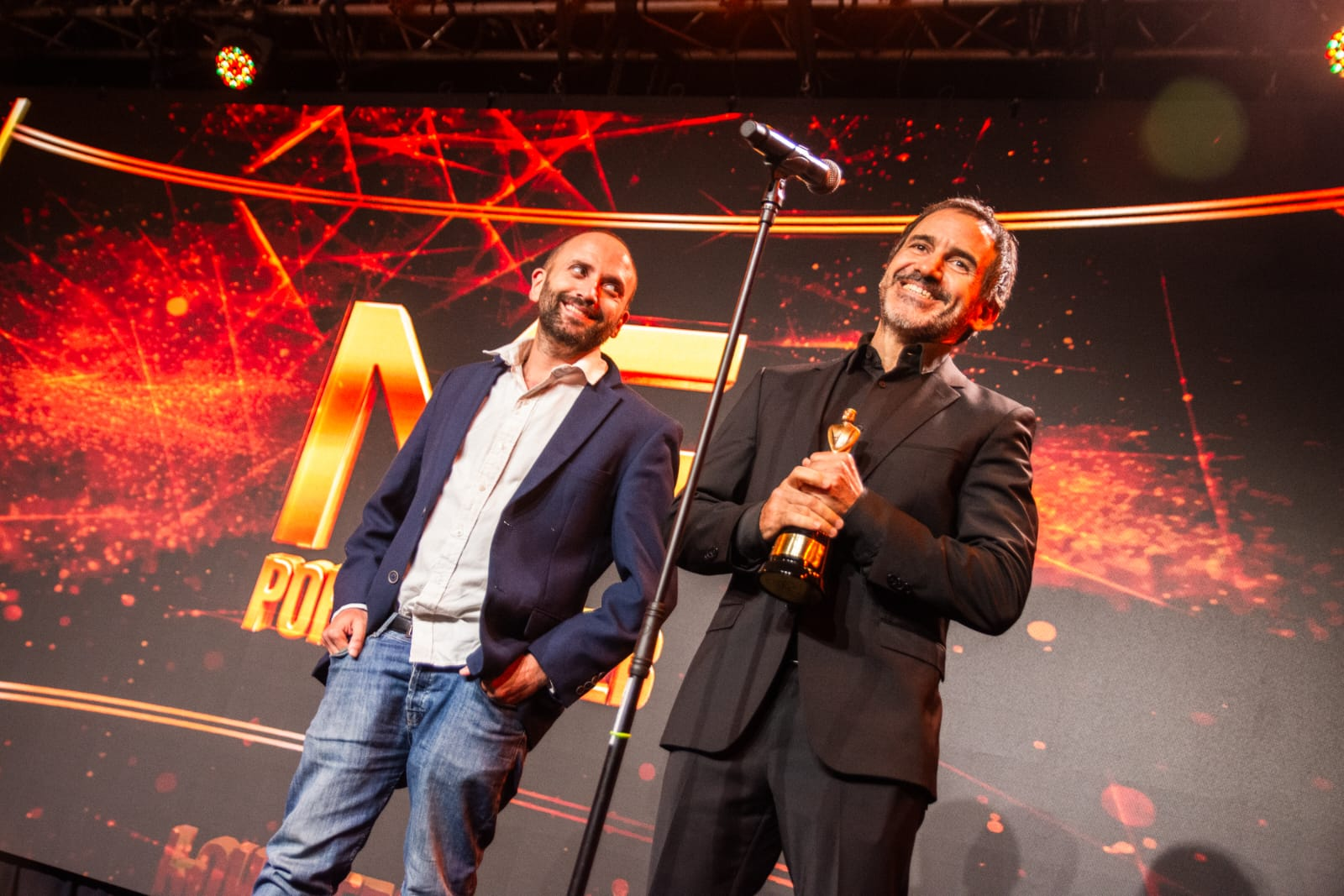
Javier Laquidara e Ignacio Fidanza reciben el Martín Fierro al mejor sitio político